# Насильство на ґрунті гомофобії

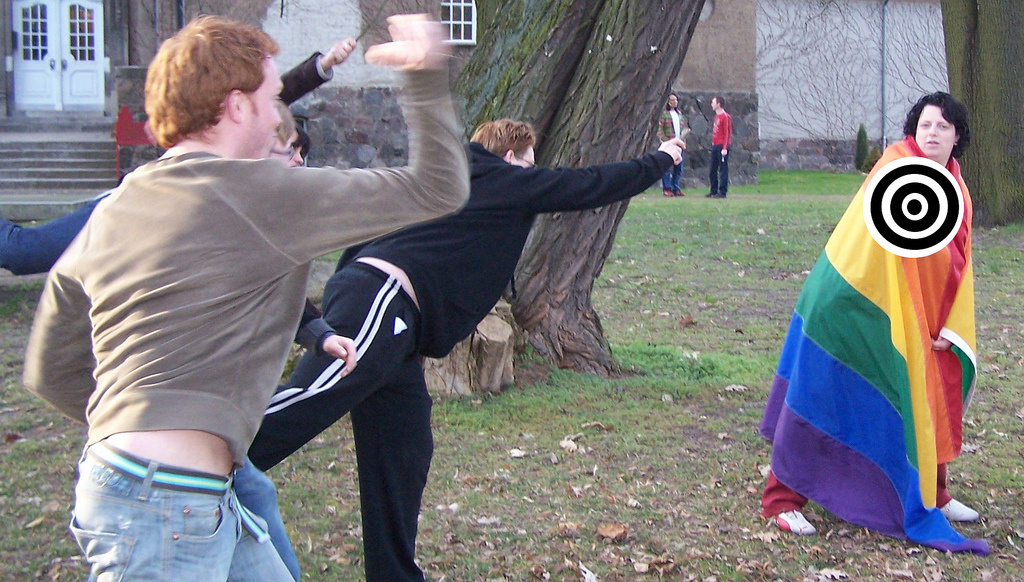
Інсценування поняття «гомофобне насильство»

Насильство на ґрунті гомофобії, гомофобне насильство, насильство за ознакою сексуальної орієнтації та гендерної ідентичності — акти фізичного або психічного насильства, спрямовані на ЛГБТ+людей, викликані гомофобними і трансфобними мотивами. Насильство можуть чинити і щодо не ЛГБТ-людей, яких кривдники зараховують до них, а також проти людей, які не відповідають  гетеронормативним стандартам та гендерним стереотипам. Крім прямих актів фізичного насильства (вбивств, тілесних ушкоджень,  секс-насильства), до гомофобного можна віднести залякування, погрози, шантаж на гомофобній основі, а також гомофобні образи, мобінг, булінг та інші прояви  психологічного насильства на ґрунті ненависті до ЛГБТ-людей.
Насильство на ґрунті гомофобії є формою злочинів на ґрунті ненависті, коли кривдник (свідомо чи несвідомо) вибирає мішень через її приналежність до певної соціальної групи, в даному випадку ЛГБТ.

## Характеристика
Психолог і історик Jens Dobler розмежовує насильство на ґрунті гомофобії та дискримінацію ЛГБТ приватними особами, інституціями, суспільством або державою, відносячи до гомофобного насильства лише дії фізичного або психічного впливу, що класифікуються як карні кримінальні злочини. За дослідженнями США, Німеччини, Нідерландів, Франції від гомофобного насильства хоча б раз в житті страждала як мінімум кожна третя гомосексуальна людина .

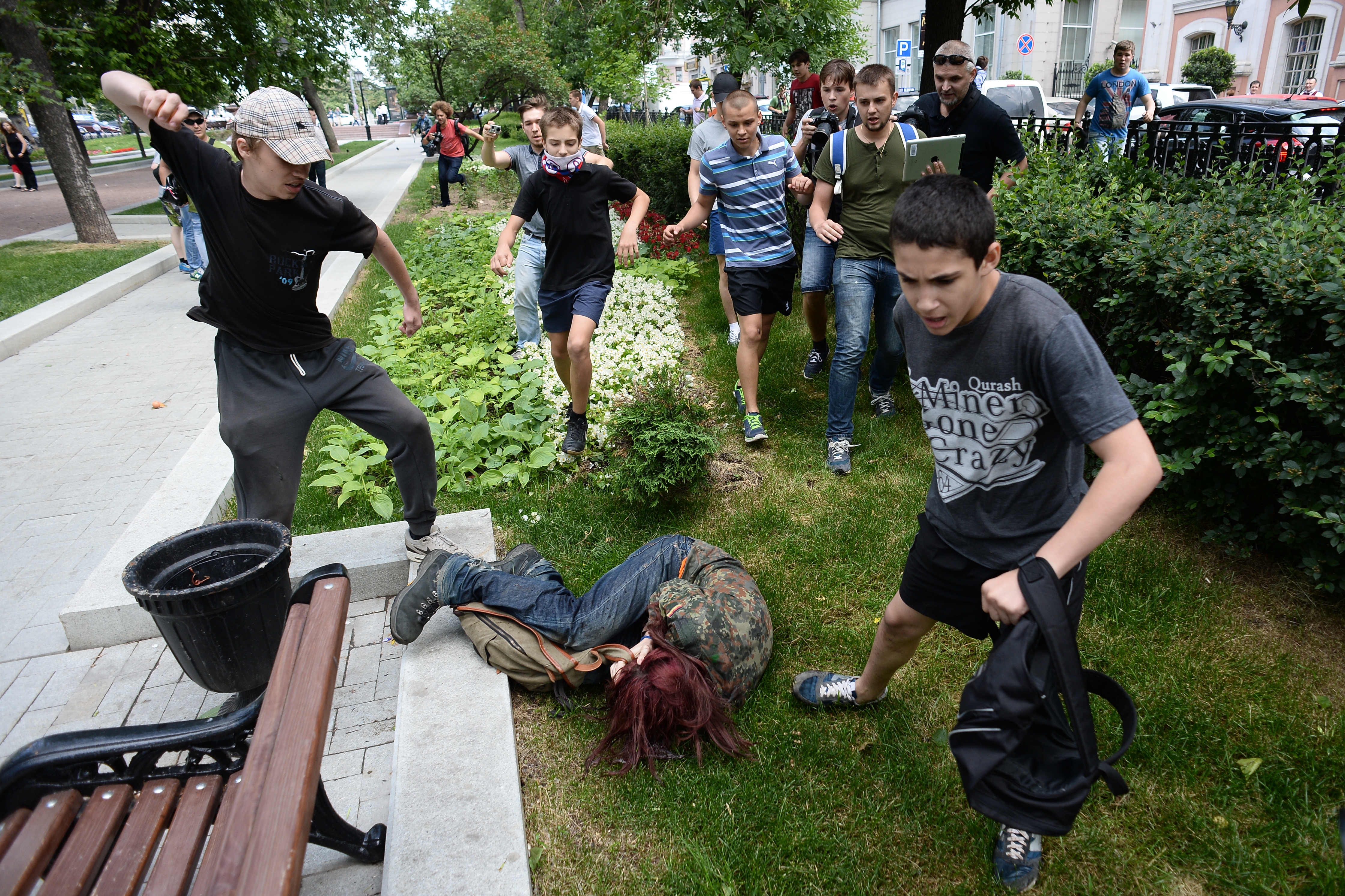
Побиття ЛГБТ-активіста в Москві групою підлітків

За статистикою ФБР, ЛГБТ-люди в кілька разів частіше за гетеро-людей стикаються з насильством. За тими ж даними, в 17 % всіх випадків  злочинів на ґрунті ненависті (3-тє місце після злочинів на ґрунті расової та релігійної неприязні) мотивом насильства стає сексуальна орієнтація людини. Однак ці дані описують лише зареєстровані в протоколах випадки. Більшість актів гомофобного насильства (наприклад, в США — до 80 %, в Нідерландах — до 90 %) не реєструються в поліції, бо постраждалі не звертаються за допомогою, багато в чому через небажання оприлюднювати свою гомосексуальність. Крім того, багато злочинів на ґрунті гомофобії реєструються як побутові злочини.
Чиняють насильство проти ЛГБТ, за дослідженнями Доблера, в першу чергу, підлітки і молодь чоловічої статі: як поодинці, так і невеликими групами. Вербально або фізично нападають і на випадкових перехожих, запідозрені в гомосексуальності. Нерідко атакують стають і заклади, в яких присутня ЛГБТ-публіка, як-от гей-бари, кафе, ЛГБТ-центри. У той же час, згідно з Доблером, лише 5 % таких злочинів скоюються  неонацистами, скінхедами і іншими праворадикальними групами.
Мотиви таких злочинів ЗМІ часто замовчують або подають їх як злочини, вчинені в «гомосексуальному середовищі». Донедавна ЛГБТ-організації також не приділяли темі достатньої уваги, оскільки постраждалі від гомофобного насильства неохоче працювали з ЛГБТ-центрами . Епідемія СНІДу і поява проєктів з профілактики ВІЛ стали сприяти появі превентивних і освітніх кампаній, спрямованих, зокрема, і на попередження гомофобного насильства.

## Форми
Насильство щодо ЛГБТ може мати різні форми і, особливо за потурання влади або гомофобної державної політики, може призводити до тяжких тілесних ушкоджень, каліцтв та смерті.

### Вбивства ЛГБТ-людей
Деякі держави передбачають кримінальне покарання за гомосексуальні стосунки: наприклад, в Ірані за це передбачена смертна кара.

#### ЛГБТ-вбивства честі
Відомі приклади вбивств ЛГБТ членами власної родини для «зняття ганьби з сім'ї». Такі злочини можуть розглядатися в якості вбивств честі.

#### Напади на ЛГБТ-людей

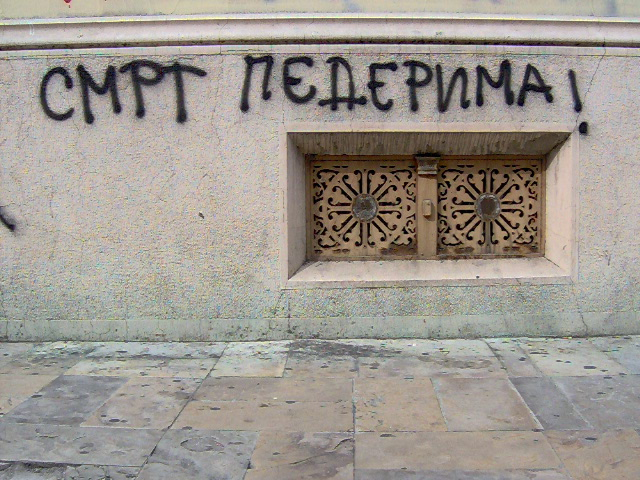
«Смерть педерастів!» — гомофобне графіті в Белграді

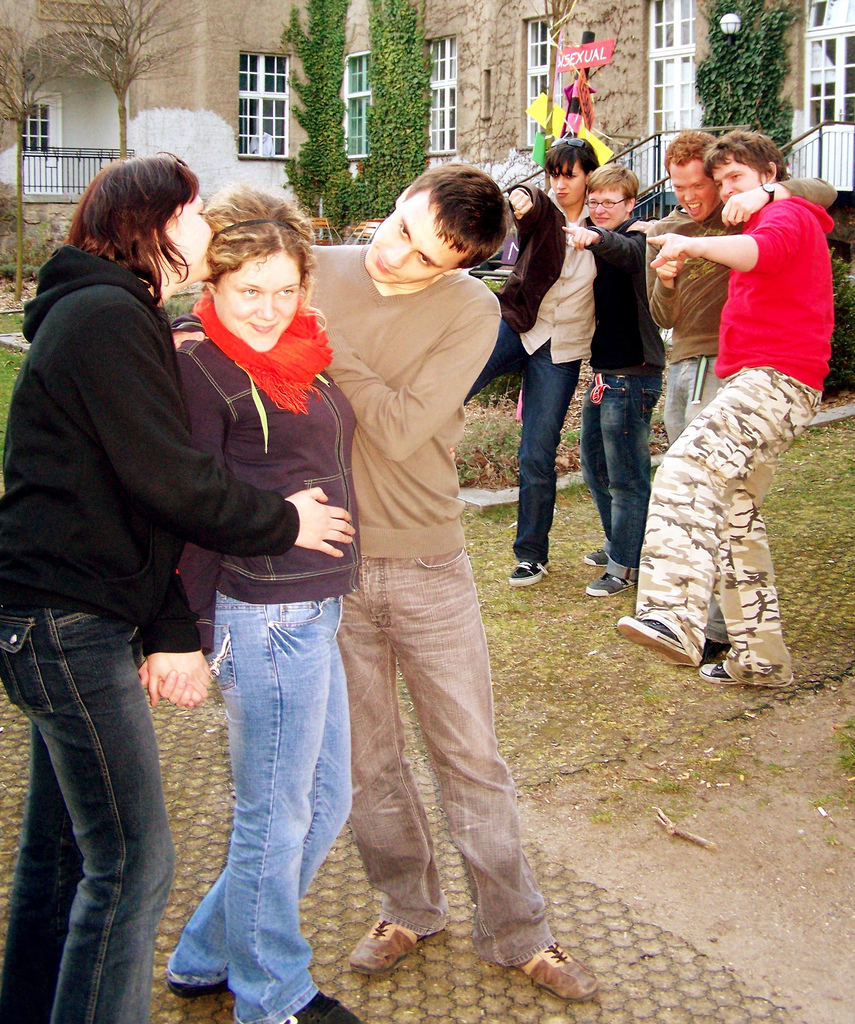
Образа і мобінг є прикладами вербального насильства на ґрунті гомофобії

Гомофобними мотивами виправдовуються також жорстокі вбивства, при цьому навіть не ЛГБТ-осіб, а просто зарахованих до них. Так, у травні 2013 року на ґрунті ненависті до геїв у Волгограді був жорстоко вбитий 23-річний Владислав Торновой. У 2012 році в Іраку вбили низку молодих людей, які дотримувались культури емо. 

### Лесбофобні зґвалтування
Жорстоке сексуальне насильство проти лесбійок, нерідко групове та з побиттям чи вбивством, з метою «пізнання чоловіка» й «виправлення» лесбійської орієнтації жінки на гетеросексуальну. Особливо поширене в країнах Африки, в першу чергу в ПАР. Нерідко зґвалтування схвалює та контролює родина лесбійки або старшини громади, а після нього наносяться тілесні ушкодження, несумісні з життям. Задокументоване в Південній Африці, Зімбабве, в Уганді, Еквадорі, Таїланді, Киргизстані, на Ямайці. Насильство проти лесбійок у Франції зросло в 2018 році на 42 % (365 випадків).
ООН зараховує лесбофобні згвалтування до hate crimes, підкреслюючи, шо злочинці відбирають мішень за ознакою статі і орієнтації, і що ці злочини напряму пов'язані з поєднанням глибоко вкоріненого сексизму, що сягає рівня мізогінії, та гомофобії. В 2011 році верховна комісарка ООН з прав людини Наві Піллей підкреслила проблему гомофобних згвалтувань, підкресливши наявність інцидентів і в Уганді, Зімбабве, на Ямайці, віднедавна (і особливо жорстоких) у США, Великобританії, Бразилії та Гондурасі[перевірити].  Попри відсутність практики виділення «коригуючих» зґвалтувань з інших, вони поширені в усіх частинах світу[перевірити].

### Каральна психіатрія та конверсійна терапія
ООН відносить до насильства на ґрунті гомофобії також і примусове лікування в цілях «зміни» сексуальної орієнтації, анальний огляд геїв для «доказу» їх гомосексуальності, примусову стерилізацію лесбійок та трансгендерних осіб. Медичні експерименти на лесбійках та геях широко практикувались, зокрема, й на території України, в період радянської диктатури з 1930-х по 1970-ті у якості інвалідизуючої каральної психіатрії (переважно щодо лесбійок, геї потрапляли в тюрму за законом про мужолозтво). Ці примусові процедури включали пересадку статевих залоз від тварин, терапію випадковими гормонами, застосуванням важких психотропів, електрошок, гомофобну психотерапію та інші види тортур, тож непоправно руйнувало здоров'я жінок та дівчат. 

### Булінг, аб'юз, психологічне насильство
Фізичне насильство нерідко супроводжується також і психологічним. Найбільш чутливою групою до вербального насильства є молоді гомосексуальні люди, що проходять фазу камінг-ауту. Нерідко пов'язані з цим образи і приниження вони переживають болісніше за фізичне насильство.

### Мова ворожнечі
Належить до вербального аб'юзу та включає гомофобний слюр, заперечення існування ЛГБТ-людей, стирання їх історії, створення негативного образу ЛГБТ-людей, образи, прямі та непрямі заклики до дискримінації і насильства.

## Законодавство

Злочини на ґрунті гомофобії або трансфобії є злочинами ненависті
Злочини на ґрунті гомофобії є злочинами ненависті

ЛГБТ-організації виступають за включення мотиву злочинів через ненависть до ЛГБТ в якості обтяжуючих обставин. Згідно з доповіддю, опублікованою  HRC в 2009 році, 68 % американців виступають за законодавче зарахування злочинів на ґрунті ненависті до ЛГБТ в групу злочинів ненависті.
17 червня 2011 Рада ООН з прав людини прийняла Резолюцію про захист прав гомосексуальних людей, ініційовану ЮАР, де виражається серйозне занепокоєння актами насильства і дискримінації проти людей через їх сексуальну орієнтацію у всіх регіонах світу. 

## Історія

### Пост-СРСР
Російський термін «ремонт» позначав «фізичну розправу над гомосексуалами групою хуліганів гомофобів, зазвичай в місцях знайомств і на вечірках». Нападники називалися «ремонтниками». Про цілеспрямовані напади на геїв і лесбійок в країнах колишнього СРСР свідчать різні автори. У виданні українського правозахисного центру «Наш світ» докладно описуються напади: !В часи перебудови частина молоді сприйняла публікації про геїв і їхні проблеми вельми негативно, знайшовши в їх особі ворога, з яким слід було боротися. Зазвичай молодий симпатичний хлопець з групи „ремонтників“ використовувався в якості приманки, з'являючись в місцях зустрічей геїв. Жертву „підсадна качка“ приводив або в затишне місце неподалік, або на квартиру. В обох випадках там жертву чекала вся група. Після принижень, побиттів і грабунку гея відпускали, хоча в деяких випадках це могло закінчитися і гірше. Інші групи „ремонтників“ не утрудняли себе і таким сценарієм і приставали просто до всіх підозрілих („не так“ одягнений, сережка у вусі). Деякі представники кримінального світу спеціалізувалися на грабунку геїв ... Розрахунок був на те, що жертва не піде в міліцію через страх перед кримінальним покаранням за гомосексуальність і тим, що ця сторона його життя набуде розголосу».
Автори видання стверджують, що «відомий тільки один випадок, коли міліція реально допомогла захистити гея, і безліч випадків, коли вона не захотіла втручатися або сама поступала з гомосексуалами абсолютно незаконним чином». Проте, там же підкреслюється, що «епоха масового „ремонту“ — переслідувань, побиттів і шантажу гомосексуалів — залишилася в минулому».